# Filtro Butterworth
Il filtro Butterworth (o "massimamente piatto") è uno dei più semplici filtri elettronici. Il suo scopo è mantenere il più piatto possibile il modulo della risposta in frequenza nella banda passante. 
Il primo a descriverli fu il fisico inglese Stephen Butterworth nel suo articolo "On the Theory of Filter Amplifiers", Wireless Engineer (anche chiamato Experimental Wireless and the Radio Engineer), vol. 7, 1930, pp. 536-541.

## Definizione
La definizione del filtro non vincola la realizzazione del circuito elettronico, che può essere liberamente progettato, ma solo la sua funzione di trasferimento. Sono filtri Butterworth tutti i circuiti la cui funzione di trasferimento ha come denominatore e/o numeratore dei polinomi di Butterworth di ordine arbitrario.
Se {\displaystyle B^{(k)}(s)} è un polinomio di Butterworth di ordine k, la funzione di trasferimento del circuito dovrà essere esprimibile nella forma {\displaystyle H(s)={\frac {B^{(n)}({\frac {s}{\omega _{0}}})}{B^{(m)}({\frac {s}{\omega _{0}}})}}}.
Perché il filtro sia causale, quindi realizzabile, deve essere {\displaystyle m>n}.

## I polinomi di Butterworth
Un polinomio per appartenere alla famiglia dei polinomi di Butterworth deve:
- Essere a coefficienti reali
- Avere tutti gli zeri sulla circonferenza di raggio 1 centrata nell'origine (il raggio della circonferenza diverrà {\displaystyle \omega _{0}} quando il polinomio sarà scritto nella forma {\displaystyle B^{(n)}({\frac {s}{\omega _{0}}})})

Inoltre:
- se n è dispari, le radici del polinomio devono essere le radici 2n-esime di 1 a parte reale negativa
- se n è pari, le radici del polinomio devono essere le radici 2n-esime di (-1) a parte reale negativa

L'utilizzo dei polinomi di Butterworth in una funzione di trasferimento, la rende massimalmente piatta in banda passante: le sue derivate in {\displaystyle \omega _{0}} fino all'ordine 2n-1 sono nulle.
I polinomi di Butterworth si trovano tabulati su manuali di elettronica e su Internet, espressi sotto forma di prodotto di polinomi di grado 2 e grado 1, per poter realizzare un circuito di ordine elevato come cascata di circuiti di ordine 2 e 1.

## I filtri

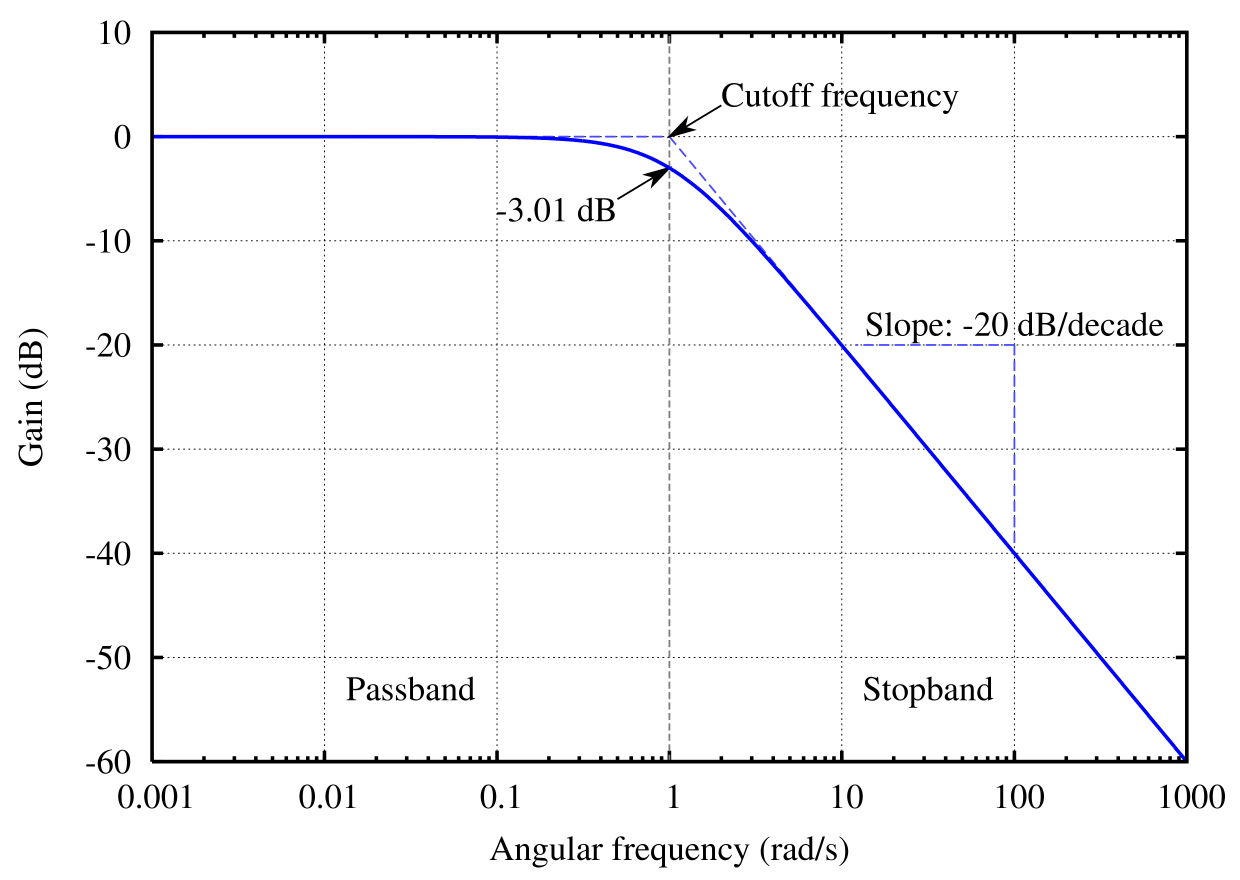
La risposta in frequenza di un filtro Butterworth passa-basso di primo ordine

Il più semplice filtro Butterworth è il filtro passa-basso standard di primo ordine, che può essere modificato per ottenere un filtro passa-alto, e combinato in serie con altri per ottenere filtri passa-banda, filtri elimina-banda, e versioni di ordine superiori di questi.
La risposta in frequenza di questi filtri nella banda passante è quella più piatta possibile (priva di ondulazioni in banda), mentre fuori banda ha una funzione di trasferimento monotona, tendente a zero.
Osservata su un diagramma di Bode, il modulo della risposta in frequenza fuori banda scende linearmente verso {\displaystyle -\infty }.
 L'attenuazione di un filtro di primo ordine è pari a 6 dB/ottava (20 dB/decade); di filtro di secondo ordine è 12 dB/ottava (40 dB/decade) e così via.
Tutti i filtri di primo ordine sono identici ed hanno la medesima risposta in frequenza normalizzata.
Il filtro Butterworth è l'unico filtro che mantiene la medesima risposta anche per ordini superiori, con la pendenza dei fianchi più ripidi al crescere dell'ordine. Altri tipi di filtri (Bessel, Chebyshev, ellittico) presentano risposte differenti passando ad ordini superiori.
La risposta in frequenza di un filtro di ordine n può essere definita matematicamente come:
{\displaystyle \left|G(j\omega )\right|={1 \over {\sqrt {1+\omega ^{2n}}}}}
ove G è il trasferimento del filtro, n è l'ordine del filtro, ω è il rapporto tra la frequenza del segnale e la frequenza di taglio che si vuole imporre con il filtro.